# Karl von Hirschfeld
Karl Friedrich Hermann von Hirschfeld (* 5. August 1800 in Potsdam; † 13. Februar 1878 in Ehrenbreitstein) war ein preußischer Generalmajor und Kommandant von Glogau.

## Leben

### Herkunft
Karl war ein Sohn des preußischen Generalleutnants Karl Friedrich von Hirschfeld und dessen zweiter Ehefrau Henriette, geborene von der Schulenburg, verwitwete von Fuchs (1765–1800). Seine Stiefbrüder waren der preußische General der Kavallerie Alexander Adolf (1787–1858) sowie die beiden Generale der Infanterie Moritz (1790–1859) und Ferdinand (1792–1863).

### Militärkarriere
Hirschfeld absolvierte das Gymnasium in Brandenburg an der Havel und besuchte anschließend das Berliner Kadettenhaus. Am 9. Mai 1818 wurde er als Portepeefähnrich dem 25. Infanterie-Regiment der Preußischen Armee überwiesen und avancierte bis Anfang August 1820 zum Sekondeleutnant. 1825/28 war Hirschfeld zur weiteren Ausbildung an die Allgemeine Kriegsschule kommandiert. Mit Patent vom 17. April 1819 erfolgte am 13. Mai 1830 seine Versetzung nach Frankfurt (Oder) in das 12. Infanterie-Regiment. Er stieg Mitte Mai 1832 zum Premierleutnant auf, war 1833/35 zugleich Lehrer an der Divisionsschule der 5. Division und von 1835 bis 1837 zum Topographischen Büro kommandiert. Mit seiner Beförderung zum Hauptmann wurde Hirschfeld am 24. Mai 1842 als Chef der 2. Kompanie und rückte bis Ende März 1846 zum Hauptmann I. Klasse auf. Er wurde danach am 20. Februar 1849 als Major zum Kommandeur des II. Bataillons im 20. Landwehr-Regiment ernannt. In gleicher Eigenschaft folgte am 23. Oktober 1851 seine Versetzung in das 20. Infanterie-Regiment nach Torgau. Dort wurde er am 12. Juli 1855 Oberstleutnant.
Am 23. Mai 1857 wurde Hirschfeld Kommandant von Pillau, in dieser Stellung zwei Monate später à la suite des 20. Infanterie-Regiments gestellt sowie Ende Oktober 1857 mit dem Orden des Heiligen Wladimir III. Klasse ausgezeichnet. Daran schloss sich ab dem 8. Juni 1858 eine Verwendung als Kommandant von Glogau und am 22. November 1858 die Beförderung zum Oberst an. Er wurde am 3. Oktober 1859 mit dem Roten Adlerorden III. Klasse mit Schleife ausgezeichnet und erhielt am 18. Oktober 1861 anlässlich der Krönungsfeierlichkeiten von König Wilhelm I. den Charakter als Generalmajor. Am 15. April 1862 stellte man Hirschfeld mit der Pension eines Brigadekommandeurs zur Disposition.
Nach seiner Verabschiedung war er ab dem 15. Januar 1867 als stellvertretender Präsident der „National-Dank-Stiftung für Veteranen“ tätig. Er starb am 13. Februar 1878 in Ehrenbreitstein.

### Familie
Er heiratete am 17. März 1829 in Frankfurt (Oder) Bertha Freytag (1803–1838), die Tochter des Bürgermeisters. Das Paar hatte mehrere Kinder:
- Eugen Hans Robert Karl (1829–1912), Oberregierungsrat
- Karl Friedrich (1831–1866), gefallen bei Königgrätz
- Elise Bertha Ehrengard (1833–1922)
- Karl Heinrich Hugo (1836–1864)

Nach dem Tod seiner ersten Frau heiratete er am 5. Mai 1839 in Zossen Philippine von Ruville (1818–1862), mit der er folgende Kinder hatte:
- Eugen Karl Moritz Konstant (1840–1870), gefallen bei Loigny
- Karl Rene Philipp Louis (1841–1849)
- Karoline Philippine Berha Alice (1845–1868)
- Karoline Philippine Louise Rosa Agnes Friederike (* 1850)
- Karl Gustav Louis Adolf (1853–1909), Premierleutnant a. D.
- Karl Louis August Erich Gerhard (1866–1936), Bankbeamter